# Richard Mattson
Richard Lewis Mattson (Greeley, Colorado, 29 de maio de 1935) é um cientista da computação estadunidense, conhecido por seu trabalho pioneiro no uso de dados de rastreamento de memória para simular o desempenho da hierarquia de memória. Desenvolveu o perfil de distância da pilha (stack distance profile), que usou para modelar as falhas de página nos sistemas de memória virtual como uma função da quantidade de memória real disponível. Os mesmos métodos foram aplicados mais recentemente para modelar o comportamento de caches do processador em níveis mais baixos da hierarquia de memória, e Web caches para conteúdo da internet.
Graduado em engenharia elétrica pela Universidade da Califórnia em Berkeley em 1957. Foi aluno de Bernard Widrow na Universidade Stanford, onde obteve um doutorado em 1962, com a tese The Analysis and Synthesis of Adaptive Systems Which Use Networks of Threshold Elements. Foi professor da Universidade Stanford antes de ir para a IBM Research em 1965. Enquanto esteve na Universidade Stanford foi orientador de John Hopcroft e Yale Patt.